# Ana Maria Markovic
Ana Maria Marković, née le 9 novembre 1999 à Split en Croatie, est une footballeuse internationale croate jouant au poste d'attaquante au Brooklyn Football Club

## Biographie
Ana Maria Marković passe son enfance en Croatie avant d'arriver en Suisse à l'âge de 12 ans.

### En club
Ana Maria Marković joue chez les moins de 21 ans du FC Zurich de 2017 à 2019 avant de s'engager dans le club rival zurichois, le Grasshopper.
En aout 2024, signe au SC Braga, avant de résilier son contrat en février 2025. Elle terminera la saison au SF Damaiense.
En août 2025, elle signe un nouveau contrat d'un an avec le Brooklyn Football Club, en compagnie de sa sœur, Kristina,.

### En sélection
Elle marque son premier but en sélection croate le 30 novembre 2021 face à la Moldavie lors d'un match comptant pour les qualifications à la coupe du monde 2023.

## Vie privée
Ana Maria Marković a plus d'un million d'abonnés sur Instagram.
Elle est en couple avec le joueur portugais, Tomas Ribeiro. 